# Fernando Rey
Fernando Rey, nome artístico de Fernando Casado D'Arambillet, (Corunha, Galiza, 20 de setembro de 1917 — Madrid, 9 de março de 1994) foi um ator espanhol e do cinema internacional.

## Biografia
Estreou nas telas em 1935 na fita Fazendo Fitas, trabalhou em mais de duzentos filmes e ficou mundialmente conhecido por ter trabalhado ao lado de diretores consagrados como Luis Buñuel, Carlos Saura e William Friedkin.
Entre suas participações mais conhecidas estão os filmes Marcelino, Pão e Vinho; Sempre aos Domingos; Tristana, Uma Paixão Mórbida; Operação França; O Charme Discreto da Burguesia; Pasqualino Settebellezze; Jesus de Nazaré; Elisa, Minha Vida; Esse Obscuro Objeto do Desejo e Caboblanco.
Ele foi também presidente da Academia das Artes e das Ciências Cinematográficas da Espanha e morreu vitimado por um câncer de próstata.